# István Dobi

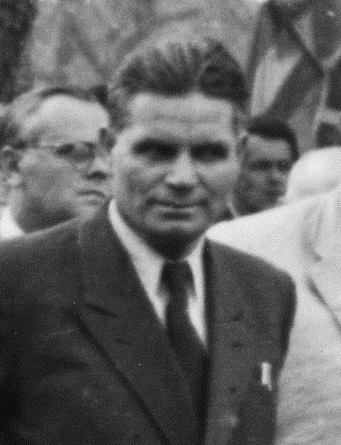
István Dobi, 1948

István Dobi [ˈiʃtvaːn ˈdobi] (* 31. Dezember 1898 in Szőny, Komitat Komárom, Königreich Ungarn; † 24. November 1968 in Budapest) war ein ungarischer Politiker (FKgP, ab 1959 MSZMP). Er war von 1948 bis 1952 Ministerpräsident, anschließend bis 1967 Vorsitzender des Präsidialrats (Staatsoberhaupt) der Ungarischen Volksrepublik.

## Politische Laufbahn und Aufstieg zum Minister
Dobi besuchte als Kind einer armen Bauernfamilie nur sechs Jahre die Schule und verdingte sich schon früh als Tagelöhner. Nach Kriegsteilnahme im Ersten Weltkrieg schloss er sich der „Roten Armee“ der Ungarischen Räterepublik an. Im Ungarisch-Rumänischen Krieg 1919 geriet er in rumänische Gefangenschaft. Nach seiner Freilassung wurde er Hilfsarbeiter. Er trat Anfang der 1920er-Jahre zunächst der Landarbeitergewerkschaft und der Sozialdemokratischen Partei bei und wurde 1930 Ortsverbandsvorsitzender in Szőny. 1936 trat er zur Unabhängigen Partei der Kleinlandwirte (FKgP) über. Während des Zweiten Weltkrieges war er in der antifaschistischen Widerstandsbewegung tätig.
Bei der Wahl im November 1945, die die FKgP deutlich gewann, wurde er als Abgeordneter in die Nationalversammlung gewählt. Dort war er Vorsitzender der Fraktion der Kleinlandwirtepartei, der mit Abstand größten Parlamentsfraktion. Er wurde dem linken Flügel der Partei zugerechnet und war zur Zusammenarbeit mit den Kommunisten bereit. Am 4. Februar 1946 wurde er Landwirtschaftsminister im Kabinett von Ferenc Nagy. Im November 1946 übernahm er das Amt eines Staatsministers. Vom 31. Mai 1947 bis zum 10. Dezember 1948 war er wiederum Landwirtschaftsminister im Kabinett von Lajos Dinnyés.
In der Zwischenzeit wurden zahlreiche Mitglieder der Kleinlandwirtepartei, die der Zusammenarbeit mit den Kommunisten kritisch gegenüber standen, ausgeschlossen, verließen die Partei, wurden verhaftet oder gingen ins Exil. Dies war Ergebnis der „Salamitaktik“ der Kommunisten, die größte bürgerliche Partei schrittweise zu schwächen und schließlich zu entmachten. Im Juni 1947 wurde Dobi Vorsitzender der Kleinlandwirtepartei sowie Chefredakteur der Parteizeitung Kis Újság („Kleine Zeitung“). Er war bereit, sich dem Machtstreben der Kommunisten weitgehend unterzuordnen. Die FKgP ging zu den Wahlen im August 1947 ein Bündnis mit den Kommunisten, Sozialdemokraten und der Nationalen Bauernpartei ein. Aus der teilweise manipulierten Wahl ging die Kommunistische Partei als stärkste Kraft hervor, die Kleinlandwirtepartei kam unter erheblichen Verlusten auf den zweiten Platz.

## Ministerpräsident und Vorsitzender des Präsidialrates
Dobi wurde am 10. Dezember 1948 als Nachfolger von Dinnyés Ministerpräsident. Er ermöglichte die weitere Machtübernahme der Kommunisten und Ausschaltung der übrigen Parteien, einschließlich seiner eigenen, die sich im Februar 1949 als Blockpartei der kommunistisch dominierten Magyar Függetlenségi Népfront (Volksfront für die Ungarische Unabhängigkeit) anschloss. Nach der Scheinwahl 1949 beschloss das Parlament eine neue Verfassung nach sowjetischem Vorbild und rief am 20. August 1949 die Ungarische Volksrepublik aus. Statt Ministerpräsident war Dobi nun Vorsitzender des Ministerrats. Dieses Amt behielt Dobi bis zu seiner Ablösung durch den eigentlichen Machthaber Rákosi am 14. August 1952. Zusätzlich war er von 1949 bis 1960 Stellvertretender Vorsitzender der Patriotischen Volksfront. 1951 bis 1952 war er zudem Vorsitzender des Vereinigten Landwirtschaftsrates.
Am 14. August 1952 wurde er als Nachfolger von Sándor Rónai zum Vorsitzenden des Präsidialrates und damit zum protokollarischen Staatsoberhaupt gewählt. Während des Ungarischen Volksaufstandes vereidigte er am 24. Oktober und am 3. November 1956 die beiden reformorientierten Mehrparteienkabinette von Imre Nagy. Dann begrüßte er aber den Einmarsch sowjetischer Truppen in Budapest und nahm am 7. November der sowjetisch unterstützten Gegenregierung von János Kádár den Amtseid ab. Nach der Wiederherstellung der kommunistischen Einparteiendiktatur wurde Dobi 1957 und 1963 als Präsidialratsvorsitzender bestätigt. Nach vielen Jahren als „Kryptokommunist“ trat er 1959 offiziell der Ungarischen Sozialistischen Arbeiterpartei (MSZMP) bei. 1962 wurde ihm der Internationale Lenin-Friedenspreis sowie 1967 der Titel „Held der sozialistischen Arbeit“ verliehen. Dobi blieb bis zum 13. April 1967 im Amt des Vorsitzenden des Präsidialrats und wurde dann von Pál Losonczi abgelöst.